# کیزریت
کیزریت  (به انگلیسی: Kieserite) با فرمول شیمیایی MgSO4.H2O از مجموعه کانی هاست و از نام رئیس آکادمی Lena.D.G.Kieser گرفته شده‌است. MgO:۲۴٪  SO۳:۵۸٪  H2O:۱۳٪  برای اولین بار در URSS کشف شد و از نظر شکل بلور: بی پیرامید، رنگ: سفید - زرد، شفافیت: شفاف، جلا: شیشه ای، رخ: عالی، سیستم تبلور: مونوکلینیک و در رده‌بندی سولفات است  و منشأ تشکیل آن رسوبی است.
همایند کانی‌شناسی (پارانژ) آن اپسومیت- سیلوین- هالیت- اسپومیت است
، از نظر ژیزمان بلوری - اگرگات توده‌ای و دانه‌ای تقریباْ کمیاب است و بیشتر در آلمان غربی و شرقی، اطریش، URSS و آمریکا یافت می‌شود.

## منبع
- پردیس کشاورزی ایران